# Adeonella circumspecta
Adeonella circumspecta är en mossdjursart som beskrevs av Hayward 1988. Adeonella circumspecta ingår i släktet Adeonella och familjen Adeonellidae. Inga underarter finns listade i Catalogue of Life.